# Figurer i Naruto
Detta är en lista över fiktiva figurer i Naruto, en manga skapad av Masashi Kishimoto. Mangan publicerades först i Japan av förlaget Shueisha 1999.

## Uzumaki Naruto
Uzumaki Naruto (Naruto Uzumaki) (japanska: うずまきナルト Uzumaki Naruto) är huvudperson i manga- och animeserien Naruto.
Narutos födelsedag, 10 oktober, var en hälso- och sportdag (Taiiku no hi) i Japan när man uppfann rollfiguren.
Masashi Kishimoto, som skapade mangaserien om Naruto, berättade i en intervju med amerikanska Shonen Jump att han i sin barndom var som Naruto när han sökte till universitetet.
- Wikimedia Commons har media som rör Naruto Uzumaki.

## Sasuke Uchiha
Sasuke Uchiha (うちはサスケ Uchiha Sasuke) är en fiktiv figur i anime- och mangaserien Naruto.
Sasuke går i Narutos klass på ninjaakademin, och tillhör klanen Uchiha som har sin egen speciella teknik, Sharingan. Det är en ögonteknik som kan kopiera rörelser, tekniker och illusioner. Första gången man får se Sasukes Sharingan komma till användning är i striden mot Haku.
Sasukes främsta mål är att döda sin äldre bror, Itachi Uchiha, för att Itachi dödade hela Uchiha-klanen när Sasuke var liten. Därför försöker han bli starkare och tränar hårt. När han klarar testet på ninjaakademin hamnar han i samma grupp som Naruto Uzumaki och Sakura Haruno. Naruto och Sasuke vill alltid visa att just de är bäst och de tävlar om allting. Men med tiden bygger de upp en relation som påminner om riktig vänskap, fast de egentligen inte märker något själva. Med Kakashi Hatake som lärare klarar de tre det mesta som kommer i deras väg. Ända sen han var barn har han egentligen älskar sin gruppkamrat Sakura Haruno.
Egentligen älskar han fortfarande sin storebror men han kan inte visa det för honom. Sasuke vet inte hur mycket hans bror älskar honom.

## Madara Uchiha
Madara Uchiha (うちは マダラ Uchiha Madara) är en fiktiv figur i anime- och mangaserien Naruto. Madara är en av de mäktigaste ninjorna i Uchiha-klanen. 
Han grundade byn Konoha tillsammans med sin rival Hashirama Senju, den första Hokage.
Under sin barndom träffade han ett barn som heter Hashirama och blev hans vän. De två tävlar med varandra för att bli starka. Tillsammans såg de en by där ninjor inte kommer att döda varandra. Efter att ha fått veta att Hashirama är medlem i Senju-klanen (Uchiha-klanens fiende) slutar deras vänskap. Efter att ha misslyckats med flera försök att besegra sin rival accepterar Madara Hashiramas fördragserbjudande om fred mellan Uchiha och Senju. De grundade byn Konoha.
Han förlorade hela sin familj och kom i konflikt över sina egna klankamrater och bestämde sig för att befria världen från sina smärtor genom att kasta den oändliga Tsukiyomi (無限 月 読, Mugen Tsukuyomi) över hela världen så att det inte skulle bli något krig och ingen död. Madara tros ha dödats av Hashiramas hand, men han överlever och gömmer sig. Efter Madaras död var hans största bestående inflytande på Obito Uchiha, en av hans ättlingar, som använde Madaras kunskap för att skapa Akatsuki.

## Sakura Haruno
Sakura Haruno (春野サクラ Haruno Sakura) är en fiktiv figur i anime- och mangaserien Naruto. Sakura betyder körsbärsblom och syftar på körsbärsträden som finns nästan överallt i Japan. I Japan symboliserar körsbärsblomman också samurajernas korta och intensiva liv.
Sakura gick i ninja-akademin, där var hon klassens toppstudent. Efter detta hamnade hon i samma team som Uzumaki Naruto och Uchiha Sasuke, med Hatake Kakashi som ledare/lärare. Sakura är en ganska svag ninja i verkliga livet men i Team 7 börjar hon växa och utvecklas.
Hon är hopplöst förälskad i Sasuke, men han visar inga som helst tecken på att han känner likadant. Däremot är Naruto kär i henne men hon nobbar honom gång på gång. Hon har en "annan" Sakura som i den engelska animen kallas Inner Sakura och som visas i svartvitt. Den delen av henne är oftast mer arg och framåt än vad Sakura vanligtvis är. Efter tidshoppet får man se Inner Sakura en gång, sedan dess har hon inte synts till mer. Sakura har blivit mer beslutsam och mer bestämd, och vågar framföra sin åsikt mycket bättre än vad hon gjorde i början av serien.
Som liten blev hon mobbad och slagen av de andra barnen för sin stora panna vilket hon var väldigt känslig över. Yamanaka Ino blev hennes första vän som hjälpte henne att få bättre självförtroende, men när Sakura sedan fick veta att Ino också var förälskad i Sasuke blev deras vänskap till rivalism. Efter deras match mot varandra i tredje delen av Chuunin-examen blev de vänner igen, men de fortsätter att småbråka om Sasuke, dock inte lika intensivt som förut.

## Kakashi Hatake
Kakashi Hatake (Hatake Kakashi) är en fiktiv rollfigur i anime- och mangaserien Naruto. Han sticker ut från övriga figurer genom att han alltid bär en ansiktsmask.
Kakashi är en populär figur då han i de årliga omröstningarna i Shonen Jump oftast hamnar på Top 5 på listan och har varit etta två gånger.
Kakashi är ledare i Team 7, som består av Naruto Uzumaki, Sasuke Uchiha och Sakura Haruno och i den senare delen Naruto Shippuuden då Sai en känslolös pojke kommer in i laget. Hans föra lag var lag 7/lag Minato.
Kakashi är också en av dom längsta Naruto figurerna med längd av 181cm.

## Shikamaru Nara
Shikamaru Nara (奈良シカマル Nara Shikamaru) är en fiktiv gestalt i anime- och mangaserien Naruto.
Shikamaru kommer från Nara-klanen och är mest känd för sin smarthet och sin extremt höga IQ (över 200), men på samma gång sin lathet. Trots sin intelligens har han nästan lika dåliga betyg som Naruto Uzumaki, då han tycker att det är alldeles för besvärligt att ens lyfta sin penna. Han tillbringar mesta delen av sina lektioner med att sova.
Han var först i sin ålder att bli Chuunin, och får leda Akimichi Chouji, Hyuuga Neji, Inuzuka Kiba och Uzumaki Naruto på den första jakten efter Uchiha Sasuke. Hans signaturattack är "Kage Mane no Jutsu", då Shikamaru, med hjälp av sin skugga, tvingar motståndaren att imitera hans egna rörelser, och på så sätt får full kontroll över offrets kropp. Hans favoritsysselsättningar är att titta på moln, spela strategiska spel som Go och Shogi, filosofera och att sova.
Shikamaru får ofta möta tjejer i sina strider (till exempel Temari, Tayuya och Kin), vilket han tycker är besvärande. Han är ganska könsdiskriminerande, men egentligen drömmer han om att gifta sig och bilda familj.
Shikamaru ses ofta tillsammans med Temari, de slogs mot varandra i Chuunin-examen där Shikamaru blev den enda att bli Chuunin. Sedan, när de jagade efter Sasuke, fick Löv-ninjorna hjälp av de tre syskonen från The Hidden Village of Sand (Gaara, Temari och Kankuro). Dessutom är de tillsammans i sin debut i Del 2 av Naruto. Då frågar Naruto om de är på dejt, men de hävdar båda att så inte är fallet.
Shikamaru har en väldigt nära relation till sin lagkamrat Akimichi Choji; de har varit bästa vänner sedan barnsben. Då Choji blev retad och utfryst av de andra barnen för sin vikt och klumpighet blev Shikamaru hans vän, och de har hängt ihop sedan dess.
I andra delen av Naruto har Shikamaru fått en mer framträdande roll när han bland annat slåss mot Akatsuki-medlemmen Hidan. När Asuma dör tar Shikamaru hand om Asumas vapen (glödande chakra-knivar). Hittills vet man inte vilka element Shikamaru har, men när han använder knivarna blir chakra-glöden betydligt mörkare än Asumas luft-chakra. Kanske för att han har infört sin skuggteknik i chakraknivarna i striden mot Kakuzu och Hidan.

## Choji Akimichi
Choji Akimichi (秋道チョウジ Akimichi Chōji) är en fiktiv figur i anime- och mangaserien Naruto.
Choji är besatt av mat och älskar att äta. I hans team finns hans bäste vän Shikamaru och Ino.
I serien ser man honom oftast med en chipspåse i handen. Han har inte så stort självförtroende, men gör alltid sitt bästa om det innebär en ätlig belöning. När folk kallar honom fet (eller något annat som riktar sig mot hans vikt), däremot, blir han rasande och håller inte tillbaka.
Som liten hade Choji inga vänner och fick inte vara med och leka med de andra barnen, eftersom han var så långsam och klumpig. 
Det tyckte Shikamaru var orättvist, och det var så de två blev bästa vänner. 

## Ino Yamanaka
Ino Yamanaka (山中いの Yamanaka Ino) är en fiktiv figur i anime- och mangaserien Naruto. Ino är ifrån Yamanaka clanen.
Ino är den kvinnliga medlemmen i Team 10, som förutom hon själv består av Shikamaru Nara och Choji Akimichi. Hon har känt Sakura Haruno sedan de var små och det var Ino som hjälpte Sakura att stärka sitt självförtroende. När de upptäckte att de båda tyckte om Sasuke Uchiha, slutade Sakura deras vänskap, så att de kunde konkurrera om hans tillgivenhet. Det ändras så småningom och de får fart på deras vänskap, men ändå har de en konkurrenskraftig attityd gentemot varandra så fort Sasuke är i närheten eller dyker upp i samtalsämnet.
I animen, när Sakura börjar studera i helande tekniker, blir Ino hennes ersättare, i hopp om att bli mer användbar för sina vänner och lagkamrater som en möjlighet till medicin när det behövs. Ino har specialiserat sig på medvets-ändringstekniker. För att använda dessa metoder överför Ino sitt medvetande så att hon styr sitt offers medvetna och handlingar.

## Asuma Sarutobi
Asuma Sarutobi är en fiktiv figur i manga- och animeserien Naruto. Han är Shikamarus, Inos och Chojis sensei, som man lätt känner igen tack vare att han ständigt har en cigarett i munnen.

## Inuzuka Kiba
Inuzuka Kiba (犬塚キバ Inuzuka Kiba) är en fiktiv figur i anime- och mangaserien Naruto.
Kiba tillhör Inuzukaklanen som använder sig av hundar och/eller vargar när de strider. Han visas alltid med hunden Akamaru som han är mycket hängiven med och älskar. Akamaru är en liten, men stark, ninjahund och de kämpar ständigt tillsammans. När Akamaru blir äldre blir han tillräckligt stor för att Kiba ska kunna rida på hans rygg. Kiba kan göra så att han får ett lika bra luktsinne som sin hunds.

## Shino Aburame
Shino Aburame (油女シノ Aburame Shino) är en fiktiv figur i anime- och mangaserien Naruto. 
Shino tillhör Aburame-klanen som använder mycket starka och smarta insekter (oftast skalbaggar) i strid.
Shino är i samma team som Kiba Inuzuka och Hinata Hyuga. Han är en mystisk person som sällan pratar om det inte är absolut nödvändigt.
Han kan släppa ut insekter som äter chakra ur motståndarens kropp.

## Hinata Hyuga
Hinata Hyuga (日向ヒナタ Hyūga Hinata) är en fiktiv rollfigur i anime- och mangaserien Naruto.
Hinata är kär i Naruto Uzumaki och har sett upp till honom och hans positiva attityd i flera år. Men hon vågar, blyg som hon är, inte tala om det för honom, och han har inte den blekaste aning om att han har en hemlig beundrare. Hon är också den enda kvinnliga figuren som har haft med Sasuke att göra utan att bli störtkär i honom och istället intresserat sig för klassens nolla, Naruto. Hinata är en väldigt blyg och tystlåten Kunoichi från Hyuugaklanen. Som genin från Yuhi Kurenais Team 8 var hon en väldigt tillbakadragen och blyg tjej, men hon var (och är) också mycket stark och har fått ärva Hyugaklanens ögonteknik Byakugan.

## Kurenai Yuhi
Kurenai Yuhi (夕日紅 Yūhi Kurenai) är en fiktiv figur i anime- och mangaserien Naruto.
Kurenai och Asuma Sarutobi är ett par, och man får senare i serien (efter att Asuma blivit dödad av Hidan) veta att Kurenai väntar Asumas barn.
Man får inte se Kurenai så mycket i serien, men när man väl får se henne så är hon ute på uppdrag eller så tränar hon Hinata Hyuga, Kiba Inuzuka och Shino Aburame; också kända som Team 8.

## Rock Lee
Rock Lee är en fiktiv gestalt i anime- och mangaserien Naruto.
Lee är en av Konohas bästa taijutsu-utövare, då han specialiserat sig på detta och det är egentligen det enda han kan. Han är också otroligt snabb, speciellt när vikterna runt hans ben åker av. Han är en så kallad "Surpassing Genius". Han blir ofta underskattad av folk på grund av sitt utseende.
Lee har en del rivaler, däribland Sasuke Uchiha, som han besegrade i en match, och Neji Hyuga, som är ett geni, och som Lee alltid utmanar. Neji vinner alltid, men Lee har svurit att en dag bli bättre än han. Trots rivaliteten dem emellan är de goda vänner och Neji hjälper och stöttar honom då han är sjuk.
Rock Lee, som är ett år äldre än Naruto och hans vänner, är en av Konohas starkare genins. Han blev mobbad under sin tid på ninjaakademin då han inte kunde utföra vare sig ninjutsu eller genjutsu alls. Han bestämde sig för att bevisa för alla att de hade fel. Då han tränade tillsammans med de andra barnen observerades han av Might Guy och Hatake Kakashi, och Kakashi påpekade att Lee "påminde honom om någon, speciellt ögonbrynen". Mot alla odds lyckades Lee bli genin, och tillsammans med Hyuuga Neji, utövare av blodsarvet Byakugan, och Tenten, vapenexpert, blev de elever under Might Guy.

## Hyuga Neji
Hyuga Neji (日向ネジ Hyūga Neji) är en fiktiv figur i anime- och mangaserien Naruto. Nejis lagkamrater är Tenten och Rock Lee samt hans lärare Maito Gai.
Nejis far, Hizashi, var den yngre delen av ett tvillingpar. Den äldre brodern, Hiashi, blev medlem av huvudfamiljen så blev Hizashi medlem av en underfamilj. Hizashi fick alltså ett cursed seal ingraverat i pannan, och när Neji var fyra år fick också han det. Hizashi blev dödad för att skydda sin bror och på så sätt skydda huvudfamiljen. Vad Neji inte vet är att Hizashi tvingade Hiashi att få skydda sin bror, inte för att han var medlem av huvudfamiljen, utan för att han var just hans bror. Det gör att Neji hatar huvudfamiljen. Det har också gjort Neji till en slags fatalist som tror att allt är förutbestämt från födseln och att ingen kan ändra på det.

## Tenten
Tenten (テンテン) är en fiktiv figur i manga- och animeserien Naruto.
Tenten är en chuunin från Konoha som är med i samma grupp som Hyuuga Neji och Rock Lee. Tenten är en biroll i Narutoserien och man har inte fått veta så mycket fakta om henne. Man har ännu inte fått veta mycket om hennes familj eller hennes källa till motivation.
Man har dock fått veta att Tenten ser upp till Tsunade som en förebild som en stark kunoichi. Tenten är en av de relativt få kvinnliga chuunin och vill visa att även kvinnliga ninjor kan bli minst lika kraftfulla som manliga. Tenten hjälper Neji i sin träning och hon beundrar hans talang djupt.
Det man vet är dock att hon är en specialist på bukijutsu, dvs. att använda olika sorters ninjavapen i strid. Enligt hennes ledare, Maito Gai, så har hon hundraprocentig träffsäkerhet med kastvapen så som kunai och shuriken. Att man inte har fått sett henne så mycket betyder alltså inte att hon är svag på något sätt – något som hon visar i chuuninpreliminärerna. Där så använder Tenten sig av en avancerad attack som är en kombination av Kuchiyose no Jutsu (frammaningsteknik) och hennes färdigheter med kastvapen – Soushouryuu (Twinrising Dragons). Med denna attack frammanar Tenten två drakar som skjuter upp två pergamentrullar i luften. Tenten hoppar sedan upp och frammanar, med hjälp av pergamenten, vapen och kastar iväg dessa mot sitt mål. Detta är första steget i attacken. Skulle attacken bli avvärjd så kan Tenten styra dom till en andra våg av attacker med hjälp av trådar som är ihopkopplade med vapnen. En ödesdiger attack ifall motståndaren inte lyckas blocka de otaliga kastvapnen två gånger.
Oavsett om hon har fler ess eller inte så ska man ändå se upp när det gäller Tenten – några kunai i hennes händer är nog så farliga med hennes träffsäkerhet! Tenten är en stark chuunin, med den lilla svagheten att hon kanske förlitar sig lite för mycket på pergamentrullar, och fortsätter hon att utveckla flera kombinationsattacker så kommer hon att bli ännu starkare.

## Might Guy
Might Guy (eng. Might Guy) (マイト・ガイ) är en fiktiv figur i manga- och animeserien Naruto.
 Guy är en jounin i byn Konoha (löv) och är specialiserad i taijutsu. Han är Hatake Kakashis rival och har regelbundet tävlingar mot honom i allt möjligt, allt från sparrings-matcher till sten, sax, påse. Men innerst inne vet de båda att de är goda vänner som hjälper varandra i strid.
Might Guy är lärare åt Rock Lee, Hyuga Neji och Tenten. Han är en stor inspirationskälla för Rock Lee, hans favoritelev, som kopierar Guys utseende helhjärtat.
Precis som Rock Lee har Guy en positiv och sorglös attityd. Han framstår som galen, överdriven och väldigt komisk, och gör ofta leenden och tummen upp när han tycker att något är bra.

## Itachi Uchiha
Itachi Uchiha (うちはイタチ Uchiha Itachi) är en fiktiv figur i anime- och mangaserien Naruto.
Itachi är en S-klassad kriminell och en missing-nin från Konoha och han står även med i deras "Bingo-bok" (en lista på speciella fientliga ninjor med mål att avrättas). Han och Kisame har fått i uppdrag av organisationen Akatsuki att fånga Naruto för att få tag i den nio-svansade demonräven.

## Gaara

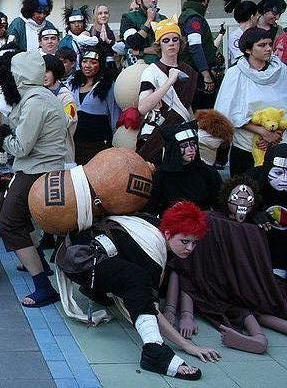
Cosplayare utklädd till Gaara

Gaara är en fiktiv figur i manga- och animeserien Naruto. Gaara är känd som "Gaara of the Sand", "Gaara of the Desert" och "Sabaku no Gaara" (砂瀑の我愛羅).
Gaara no Sabaku är son till den Fjärde Kazekagen i Vindlandet, och är Temari och Kankuros lillebror. Eftersom byn som Gaara bor i, Sunagakure, höll på att bli fattigare och fattigare med tiden när Gaara var ett barn beordrade hans far att man skulle besegla den Ensvansade Shukaku inuti hans son, i hopp om att Gaara skulle bli ett kraftigt vapen för deras by när han växte upp. Eftersom ett offer behövdes för att slutföra beseglingen blev Gaaras mor, Karura, använd och dödad. Innan hon dog utlyste hon en förbannelse över Sunagakure i hopp om att Gaara skulle hämnas hennes död.
Gaara tränades av sin far, men blev för det mesta uppfostrad av sin morbror, Yashamaru. Eftersom Gaara hade en demon inom sig hatade byborna honom på grund av sin rädsla, och de såg honom som monstret som han bar på. En tid verkade det som det bara var Yashamaru som brydde sig om Gaara. När Gaara, av misstag, skadade andra på grund av sina krafter som han inte var fullt medveten om, var Yashamaru den enda som förstod att Gaara egentligen aldrig ville skada någon. Dock såg Gaaras far inte samma sak och såg istället ett misslyckat experiment som skadade byborna med vilje.
På grund av faran som Gaara utsatte andra för började Gaaras far skicka ut lönnmördare för att döda honom, men när alla försök slutade med misslyckande bad Kazekagen Yashamaru döda Gaara. Yashamaru försökte då mörda Gaara men Gaaras krafter besegrade Yashamaru väldigt lätt, vilket gjorde Gaara ledsen. Gaara försökte bortförklara Yashamarus attacker eftersom de bara var order från hans far, men Yashamaru förklarade att han hade accepterat uppdraget av egen vilja eftersom han aldrig hade älskat Gaara. Yashamaru hoppades på att genom att döda Gaara skulle han kunna hämnas sin syster, som hade döpt Gaara efter frasen "en självälskande massaker" (我を愛する修羅 Ware wo ai suru shura) som ett tecken på hennes hat mot sin son. Som ett sista försök att mörda Gaara har Yashamaru satt fast ett antal dussin explosiva lappar (Explosive notes) på sin kropp och ber honom dö med henne. Men sanden skyddar Gaara och han överlever samtidigt som han förlorar den enda person han trodde brydde sig om honom.
Gaara försökte ett flertal gånger vara vänlig gentemot andra trots deras rädsla för honom. Yashamarus handlingar och ord förändrade Gaara kraftigt. När han förstod att ingen älskade honom använde han sanden för att skapa kanjin på sin panna (愛, "Kärlek") som en symbol som betydde "demon som bara älskar sig själv". Gaara blev känslomässigt tillbakadragen och tyst och blev bitter mot alla andra än sig själv. Han lärde sig att hitta njutning och en orsak att leva genom att förgöra det stora antal lönnmördare som sändes för att mörda honom och, för att tillägga, alla som hotade hans liv. Gaaras sömnlöshet, som skapades av rädsla för att somna och bli uppäten av demonen inom honom, var ännu en orsak till hans instabilitet och hans önskan att döda. Med tiden började Gaaras far uppskatta honom för att han såg att han kunde vara till nytta, och därmed slutade han skicka lönnmördare i hopp om att Gaara skulle bli ett effektivt verktyg.
Gaaras barndom var väldigt lik Narutos, dock saknade Gaara möjligheten att kalla någon för vän. Båda var ensamma och hade en önskan att bli uppskattade, älskade och erkända som personer, utan andras fördomar - de är de själva, inte demonerna de tvingades ha inuti sig - och båda hamnade i ett desperat tillstånd. När Naruto hela tiden missförstod och trodde att hans bus och påhitt skulle ge honom uppmärksamheten han önskade, kom Gaara fram till att han kunde bevara och erkänna sin egen existens genom att döda alla som utmanade honom. I frånvaron av andras uppmärksamhet kompenserade han det genom att bara värdera sig själv. Medan Naruto hade sin vän, Iruka Umino, och Team 7 för att ge honom uppmärksamhet hade Gaara aldrig någon att binda sig till och såg konceptet med att slåss som en sak bara för honom själv, tills att han träffade Naruto.

### Gaara och Shukaku
Som värd till monstret Shukaku har Gaara möjligheten att manipulera sand. Gaara bär alltid på en kalebass-liknande kruka på sin rygg som är fylld med en stor mängd chakra-förstärkt sand som dränkts in i blod från alla hans offer. Trots att Gaara kan kontrollera vilken sand som helst, och till och med skapa sand själv genom att använda sin egen sand för att bryta loss mineraler i marken, är sanden han bär på mycket lättare att kontrollera, eftersom den innehåller en del av hans chakra. Övrig sand gör att han måste anstränga sig mer och han måste använda mer chakra för att kontrollera den. Med sin personliga sand har han inte bara sin egen sandreserv, men hans attacker ökar i både fart och kraft. Gaara kan dock inte kontrollera sand som är i kontakt med vatten.
Under en strid rör Gaara knappt sig, utan använder sanden för att attackera och skydda sig, vilket gör att han nästintill aldrig använder taijutsu. När Gaara är i strid använder han oftast sin kombination av Desert Coffin följd av Desert Funeral för att fånga och sedan döda sina fiender. Gaara kan också förstärka sin kombo genom att använda sin personliga sand för att avsluta med Desert Imperial Funeral, vilket lätt hade kunnat förgöra en hel armé. Fastän hans förmågor oftast används för attacker och skydd kan han använda sanden till en mängd andra saker, som till exempel att sväva i luften och även spionera med sitt sandöga.
Gaaras huvudsakliga skydd är hans Sandsköld som skyddar honom från skada, men den kan ändå överlistas med tillräckligt mycket fart och styrka. Om hans Sandsköld skulle ge vika har Gaara fortfarande sin Sandrustning som består av ett starkt och kompakt lager av sand som täcker hela hans kropp. Då detta ger Gaara ett nästan ultimat skydd tär det mycket på hans chakra och energi. Istället för att använda dessa förmågor kan Gaara skapa en nästintill ogenomtränglig sfär vilket ger honom ett starkare skydd och minskad förbrukning av charka. Sfären kan även skjuta ut spetsar för att genomborra fiender i närheten.
I desperata situationer kan Gaara ta skepnaden av sin shukaku i mänsklig storlek, vilket gör honom många gånger starkare än vad han redan är. Detta gör han genom att använda lager av sand för att täcka sin kropp, för att slutligen ta formen av shukakun. Eftersom denna process tar ett tag att utföra gömmer sig Gaara oftast inuti sin sandsfär för att inte bli störd i processen. Shukakuns personlighet blir nästan dominant under förvandlingen och gör Gaara mer mordbenägen än vanligt. När han väl är klar med förvandlingen har Gaara förvandlats till en shukaku i människostorlek, vilket ger honom förmågan att använda närstridsattacker till skillnad från sina typiska långdistansattacker. Gaara förlitar sig ofta på denna styrka för att förstöra allt i sin väg.
Gaara kan också ta formen av en shukaku i verklig storlek, ifall att hans shukaku i människostorlek inte skulle räcka till. I dessa fall så är Gaara begravd inuti kopian, skyddad från attacker, men utan förmåga att röra på sig. När han är i denna skepnad kan han släppa ut shukakuns själ genom att använda Feigning Sleep Technique, vilket gör att kopian kan användas till sin fulla potential.

## Kankuro
Kankuro är en fiktiv figur i manga- och animeserien Naruto.
Kankurou är Temaris och Gaaras bror. Han slåss med hjälp av puppet technique, dvs. att han använder sig av trädockor som han styr med små trådar av chakra på fingrarna. Han har tre dockor han använder sig av; Karasu, Kuroari och Sanshouo. Karasu och Kuroari används till attack, medan Sanshouo, som har en sköld med styrkan av en järnvägg, används som försvar.
Första gången man får se Kankuro är alldeles innan Chuunin-examen när Konohamaru springer in i honom, vilket gör honom ganska arg.
Kankuro är väldigt försiktig och lyder genast Gaara i rädsla för att han ska döda honom, men så fort Gaara inte är i närheten blir han väldigt kaxig och beter sig som en översittare mot andra. Längre fram i serien märker man hur Kankuro och Gaara sakta men säkert får bättre relation till varandra. Efter tidshoppet ser man att Kankuro och Gaara har mycket bättre band till varandra än förut.
Senare efter hoppet möter Kankuro sina dockors skapare Sasori, där Sasori besegrar och förstör Kankuros dockor efter bara några sekunder. Efter deras möte dör Sasori mot Sakura Haruno och sin farmor Chiyo. 
Vad Kankuro gjort med sina förstörda dockor vet man inte, men man har fått se att han använder sig av Sasoris döda dockkropp.

## Temari
Temari är en fiktiv figur i manga- och animeserien Naruto.
Hennes vapen är en stor solfjäder, som kan skapa enormt starka vindar. Temari är från Sunagakure, och är alltså en av Sandlandets shinobis. Hon är även storasyster till Gaara och Kankuro. Många av Temaris framträdanden är associerade med Shikamaru Nara. När man får se Temari och Shikamaru för första gången efter tidshoppet är de dessutom tillsammans.
Temari gör sitt bästa för att lyckas vara en bra storasyster, vilket inte är så lätt eftersom Gaara oftast struntar i vad hon säger.
Samtidigt försöker hon utveckla sina ninjaförmågor så att hon kan bli en bättre och starkare Jounin.

## Jiraiya
Jiraiya (自来也) är en fiktiv figur och huvudperson i manga- och animeserien Naruto.
Hans namn betyder bokstavligen "att klara sig på egen hand", vilket beskriver hans personlighet, eftersom han anländer och lämnar Konoha utan att någon märker det. Det kan också vara en hänvisning till hans perversa hobbyer.
Jiraiya arbetar med en ny "vuxenbok" och för det så behöver han göra lite "undersökningar" (snarare spana in kvinnor), vilket irriterar Naruto extremt eftersom Jiraiya ska träna honom.
Jiraiya är den enda för tillfället som vi vet använder sig inte bara av jutsus utan han använder även så kallade "Sennin" tekniker.
Jiraiya var väldigt lik Naruto som ung. I hans team var det Tsunade, Orochimaru, Jiraiya själv och ledaren till gruppen, den tredje Hokage. Han bråkade jämt med Orochimaru, så som Naruto och Sasuke gör, och samma sak sker även där, Orochimaru flyr från byn och kommer inte tillbaka.
Jiraiya vet inte vad hans mening med livet är, då han är klar med sin Ninja-utbildning, men han besöker Myobokuzan Mountains där han träffar en släkt grodor som lär ut "Sennin" tekniker. Ledaren där hjälper Jiraiya med hans mening med livet och berättar för honom att han ska resa runt i världen, och medan han gör det ska han skriva en bok. På vägen ska han även hitta "The Child Of Profecy" som ska avgöra världens framtid.
Jiraiya är även den i Konoha som har bäst information om organisationen Akatsuki. Han dör tragiskt då han är ute och letar information om ledaren i Akatsuki. Han stöter då på Pain, som är den han trodde var deras ledare (men det är egentligen Uchiha Madara), och får en oväntad strid med honom. Han hittar ingen utväg ur detta och hans sista hopp är hans Sennin teknik "Sennin Mode", då han tar hjälp av två grodor som sitter på hans axlar och kan skapa egna jutsus.
Striden håller på ett långt tag medan han försöker komma fram till en lösning på hur man ska döda Pain, vilket är ett mysterium. Till slut gör han det, men då får han ett slag som krossar strupen så han inte kan berätta något till någon av sina medhjälpare vad han kom fram till.
Hur som helst, så skriver han in en kod på en grodas rygg och antyder att grodan ska fly till Konoha och visa meddelandet.
I Konoha lyckas de dekryptera koden och får det till "The real one is not among them" (Den riktiga finns inte bland dem).
Namnen Jiraiya, Tsunade och Orochimaru kommer från en gammal bok, Jiraiya Goketsu Monogatari (児雷也豪傑物語, "Historien om den tappra Jiraiya"), inom den japanska litteraturen.

## Orochimaru
Orochimaru är en fiktiv figur i manga- och animeserien Naruto.
Orochimaru kommer ifrån Eldslandet och studerade under dåvarande Hokage, den tredje Hokagen. Hans team bestod av Tsunade och Jiraya. 
De tre tillsammans är kända som "The Sannins", och alla tre kan använda tekniken "Kuchiyose No Jutsu", som framkallar olika djur de har en stark vänskap med. Tsunade med sniglar, Jiraya med grodor/paddor och Orochimaru med ormar.
Han flydde Eldslandet någon gång i sin trettioårsålder, då han blev påkommen med att utföra groteska experiment på människor och kamratliga ninjor, i syfte att ändra deras genetiska information och aktivera den första Hokagens kunskaper i dem. Många offer var mer eller mindre motvilliga till detta. Den tredje Hokagen ledde gruppen som kom på honom, men han lät honom lämna rummet på grund av hans starka känslor för honom. Då kunde Orochimaru fly.
En viss tid efter detta skapade han en by i Åkerlandet (Ljudgömman) och utvecklade en stark vilja att utrota Eldslandet och ha varenda jutsu som finns. Han var innan detta medlem i den kriminella organisationen Akatsuki, bland annat i syfte att ta Sharingan ifrån Uchiha Itachi, men lämnade organisationen för att Itachi var starkare än han. Hans partner i Akatsuki var Sasori.
Han mördade också sin mentor (Sensei) Sarutobi, den tredje Hokage under Narutos första Chuuninexamen, med hjälp från Ljud- och Sandgömman.
Orochimaru mötte sitt öde när han försökte ta över Sasukes kropp. Sasuke använde sin Sharingan för att motarbeta processen och absorberade istället Orochimarus kropp. Orochimaru ses igen i kapitel 392, där han kommer fram ur en Ormmun, men blir strax därpå besegrad igen av Itachi Uchiha. Huruvida han är död eller inte vet ingen.
I kapitlet därefter ser man att ormögon, som Orochimaru har, försöker slingra sig iväg men brinner av amaterasus svarta lågor. Orochimarus hjälpare Yakushi Kabuto tog hans arm och öga efter att Sasuke besegrat honom. Enligt Kabuto så försöker de delarna av Orochimaru ta över honom. I och med det så är det stor chans att han kan komma tillbaka, antingen genom händelsen med Itachi eller genom Kabuto.
Orochimarus namn kommer från en japansk folksaga vid namn "Yamata no Orochi", som handlar ett monster (Orochi) som i slutändan blir dräpt av guden Susanoo (också namnet på en av Itachis tekniker, som även gör slut på Orochimarus "Yamata no Jutsu".). Orochimaru är också skurken i en annan japansk folksaga som heter "The Tale of the Gallant Jiraiya", där alla tre Sannins är närvarande (Jirayia är "hjälten", Tsunade är Jiraiyas fru, och Orochimaru är som sagt skurken).

## Tsunade
Tsunade är en fiktiv figur i manga- och animeserien Naruto.
Tsunade är, precis som Jiraiya och Orochimaru, en av de "Tre Legendariska Sannin" som var Konohas starkaste ninjor, om inte världens starkaste när de var som mest aktiva. De är alla tre upplärda av Sandaime Hokage som anses ha varit den starkaste Hokage Konoha någonsin har haft. Tsunade lämnade precis som Orochimaru och Jiraiya Konoha efter ett tag och levde sitt eget liv. Hon kan liknas vid den smarta Sakura Haruno, som hon också tränade på senare dagar, i Team 7-trion.

## Zabuza Momochi
Zabuza Momochi (桃地再不斬 Momochi Zabuza) är en rollfigur i manga- och animeserien Naruto.
Namnet "Zabuza" betyder bokstavligen "hugger aldrig två gånger", ett namn som passar då han oftast dödar sina fiender med bara ett hugg från sitt enorma svärd.
I serien Naruto reser Zabuza i sällskap med en pojke, Haku, som han tagit hand om sen Haku var liten. De tänker döda brobyggaren Tazuna så att Gato kan ha kvar sitt monopol i Våglandet.
Team 7, som består av Naruto Uzumaki, Sasuke Uchiha, Sakura Haruno och Kakashi Hatake, får då ett uppdrag att skydda brobyggaren, även om uppdraget är felbedömt som ett C-rank uppdrag, fastän det egentligen har minst rank B. Kampen mellan Zabuza och Kakashi-sensei ser ut att vara över när Kakashi ska träffa Zabuza med sin Chidori, men i sista sekunden går Haku emellan och tar smällen i hans plats, vilket dödar honom.
Zabuza, som är till synes orörd känslomässigt trots Hakus hjältedåd, bryter till slut ihop tack vare Narutos ord, och offrar sitt liv för att döda Gato.
Haku och Zabuza begravs senare av Team 7, eftersom de trots allt hemskt de gjort förtjänar respekt och en ordentlig begravning.
Zabuza kallas även för "The Demon of the Mist", eftersom han som barn dödade över 100 elever i sin by. Han blev tvungen att fly sitt land efter att han försökt döda landets ledare, och jobbade sedan för en man som hette Gato för att tjäna ihop tillräckligt med pengar för ett andra försök.

## Haku
Haku (jōyō kanji: 白 "vit") är en rollfigur i anime- och mangaserien Naruto.
Under Hakus uppväxt upptäckte han att han hade kraften att manipulera vatten, med hjälp av sitt blodsarv, Kekkei Genkai. Hakus far upptäckte hans krafter och med hjälp av byborna mördade han Hakus mor(därutav Haku fick sina krafter ifrån) och försökte även mörda Haku själv. Rädslan av att han snart skulle dö förändrade hans inre temporärt och Haku dödade människorna som försökte mörda honom. Därefter försvann han och levde på gatorna.
En dag så kom en shinobi(ninja) till byn som hette Zabuza Momochi (eg. Momochi Zabuza, dock säger man efternamn först i Japan och det gäller även världen över om man pratar om en japansk person), en missing-nin (saknad shinobi) från Kirigakure (en by kallad vid detta namn). Zabuza insåg att Haku var en av de som hade en sorts Kekkei Genkai och tog hand om honom. Zabuza varnade Haku att han inte skulle förvänta sig någon typ av partnerskap. Haku gick med på det och blev upplärd som ett "redskap" för att bli tillkallad när det behövdes. Han lärde sig hur han använde sig av sina unika talanger. När Zabuzas plan att döda Mizukage (även kallad Vattenskuggan, ledare över vattnets och havets by) misslyckas flyr Haku tillsammans med Zabuza för att fullfölja sitt jobb som ett "redskap".

## Kabuto Yakushi
Kabuto Yakushi (薬師カブト Yakushi Kabuto) är en av birollsfigurerna i manga- och animeserien Naruto. Han är en av Orochimarus spioner, och kommer från Konoha. Han är en mäktig medical-nin (medicinninja), och har mött Naruto Uzumaki ett flertal gånger. Han var från början en spion för Akatsuki-medlemmen Sasori, men övergick senare till Orochimaru. Hans blodgrupp är AB.
Första gången man får se Kabuto är i chuunin-examen, där han låtsas vara en genin från Konoha, för att i smyg kunna samla information om ninjorna. I chuunin-examen hjälper han Team 7 bestående av Naruto Uzumaki, Sasuke Uchiha och Sakura Haruno att överleva. Den andra gången man får möta honom är när Naruto och Jiraiya söker efter Tsunade, som senare blir den Femte Hokagen. Där råkar han och Orochimaru i strid mot Naruto, Jiraiya och Tsunade. Kabuto får sig en rejäl törn när Naruto träffar honom med sin Rasengan. Senare får man även se honom i Shippuuden och då verkar han ha blivit mycket starkare.
Som medicinninja har Yakushi Kabuto mycket kunskap som han har användning för i Orochimarus experiment. Han har även erbjudit sig att offra sin kropp till Orochimaru en gång när han behövde byta kropp. Han är mycket lojal mot sin mästare; deras mål är att störta Akatsuki, organisationen som Orochimaru lämnade för en tid sedan.
När Orochimaru blir dödad av Sasuke Uchiha infuserar Kabuto delar av Orochimaru i sig själv, och strax efter det möter han Naruto, som söker Sasuke. Kabuto är en sån som alltid har följt efter andra och aldrig gjort något själv. I chuunin-examen får man också se att hans ögon blir röda, och sedan säger han att han inte vill väcka upp sitt gamla blod. Därför vill han inte strida i de preliminära matcherna.

## Sai
Sai är en huvudfigur i den andra delen av den japanska serien Naruto. Han påträffas första gången i mangakapitlet 281, där han attackerar Naruto, Choji och Shikamaru.
Han är elev till Danzo och blir hänvisad till att hjälpa Naruto och Sakura när de strävar efter att få tillbaka Sasuke; de bildar tillsammans det nya Team Kakashi.
Sai visade inga känslor när han först träffade Naruto och Sakura, men efter att ha varit med dem ett tag så börjar han att visa känslor och blir mer intresserad av vad vänskap är. Han använder rullar som han tecknar i, och sedan blir bilderna levande. Detta hjälper honom attackera eller spionera.